# Mengsberg
Mengsberg is een plaats in de Duitse gemeente Neustadt (Hessen), deelstaat Hessen, en telt 922 inwoners (2007).